# Cosima Wagner

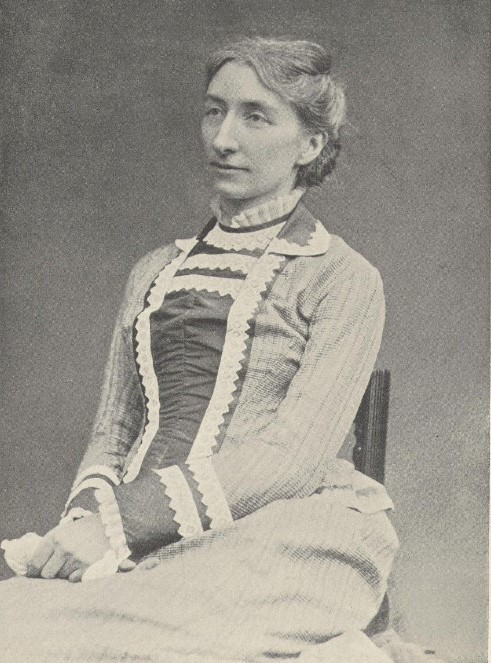
Cosima Wagner w Londynie w roku 1877

Cosima Wagner (ur. 24 grudnia 1837 w Bellagio, zm. 1 kwietnia 1930 w Bayreuth) – druga żona niemieckiego kompozytora Richarda Wagnera.

## Życiorys
Cosima była córką Ferenca Liszta, węgierskiego wirtuoza pianisty i kompozytora, oraz księżnej Marie d’Agoult, francuskiej pisarki tworzącej pod pseudonimem Daniel Stern, długoletniej kochanki Liszta.

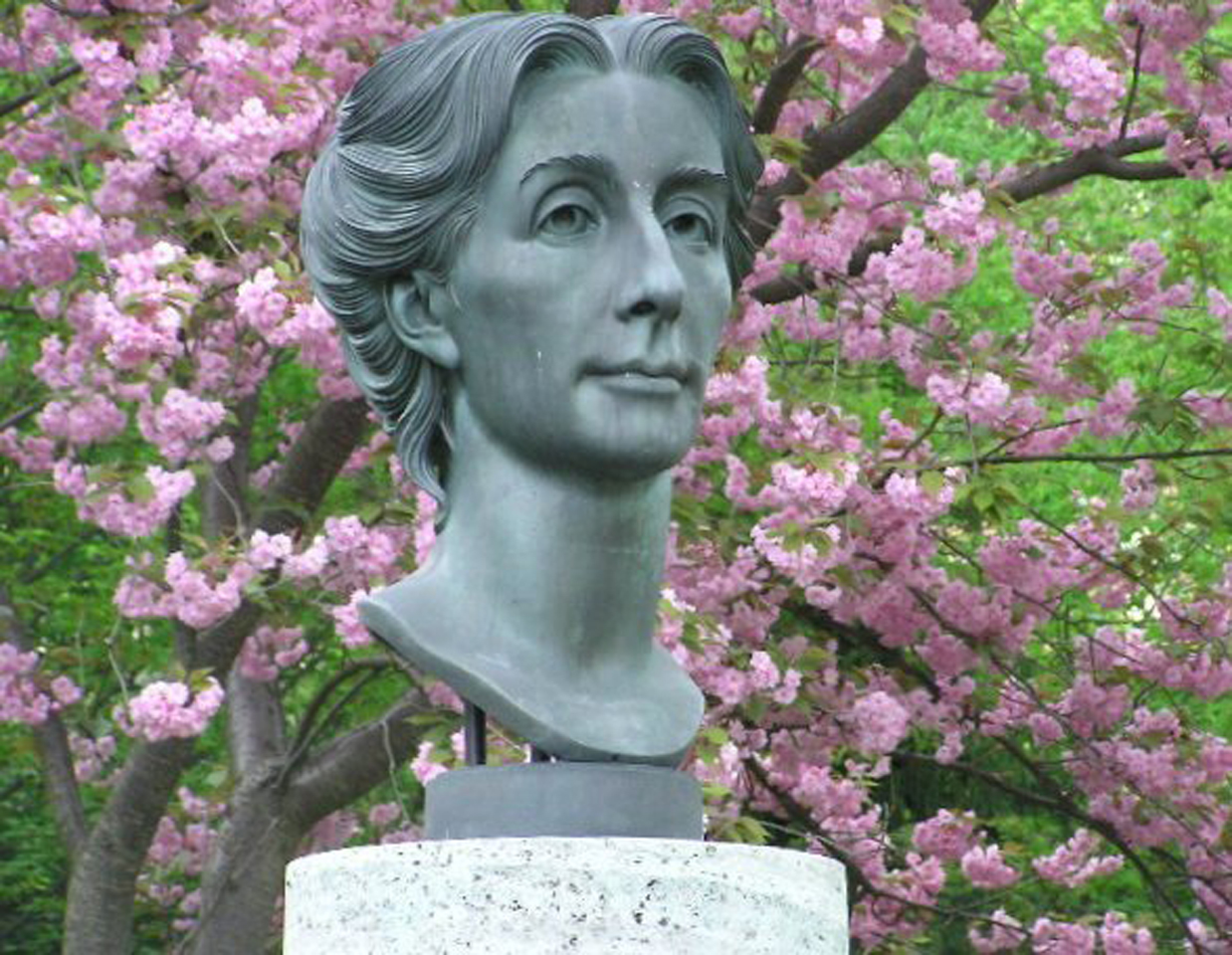
Popiersie Cosimy w parku w Bayreuth

W roku 1857 wyszła za kompozytora i dyrygenta Hansa von Bülowa. Bülow, który zdecydował się na karierę muzyczną pod wpływem muzyki Wagnera i później wielokrotnie dyrygował wykonaniami jego dzieł, przedstawił Cosimę Wagnerowi około roku 1862. Od tego czasu datuje się jej romans z Wagnerem, zakończony w roku 1870 rozwodem z Bülowem (który znany był z autokratycznego usposobienia) i małżeństwem z Wagnerem zawartym 25 sierpnia 1870. Odchodząc od Bülowa, Cosima zabrała ze sobą dwójkę dzieci, jakie miała z tego związku. Jeszcze przed uzyskaniem rozwodu urodziła kolejnych troje ze związku z Wagnerem – Izoldę, Ewę i Siegfrieda. Swe przeżycia z tego okresu spisywała w pamiętniku prowadzonym aż do śmierci Wagnera. Po jego śmierci chodziła tylko w czerni, a w ostatniej woli nakazała rozsypanie swoich prochów nad jego grobem.
W 1872 roku konwertowała z katolicyzmu na protestantyzm.
Wiadomo, że była przedmiotem uczuć Friedricha Nietzschego – jeden z ostatnich listów filozofa, pisany już na granicy obłędu i adresowany właśnie do Cosimy, nosi nagłówek: „Do księżniczki Ariadny, mej ukochanej”.
W latach 1869–1883 Cosima prowadziła pamiętnik, który później został opublikowany.
Po śmierci Wagnera w roku 1883 została dyrektorem festiwalu wagnerowskiego w Bayreuth. Kierownictwo artystyczne tego festiwalu zachowała do 1908 roku.